# Frank Hewitt
Pour les articles homonymes, voir Hewitt.
Pas d'image ? Cliquez ici

b Matchs officiels uniquement.
Francis Seymour Hewitt, né le 3 octobre 1906, est un joueur de rugby à XV qui a évolué avec l'équipe d'Irlande au poste de demi d'ouverture ou de centre. Frank a un frère Tom qui a été international avec l'équipe d'Irlande à la même époque. 

## Biographie
Frank Hewitt dispute son premier test match le 8 mars 1924 contre l'équipe du pays de Galles. Son dernier test match est joué contre l'équipe du pays de Galles le 12 mars 1927. Frank Hewitt remporte le Tournoi des Cinq Nations de 1926 et celui de 1927. 

## Palmarès
- Vainqueur du Tournoi des Cinq Nations en 1926 et 1927

## Statistiques en équipe nationale
- 9 sélections en équipe nationale
- 6 points (2 essais)
- Sélections par années : 2 en 1924, 3 en 1925, 1 en 1926, 3 en 1927
- Tournois des Cinq Nations disputés :  1924, 1925, 1926, 1927